# Abell-catalogus

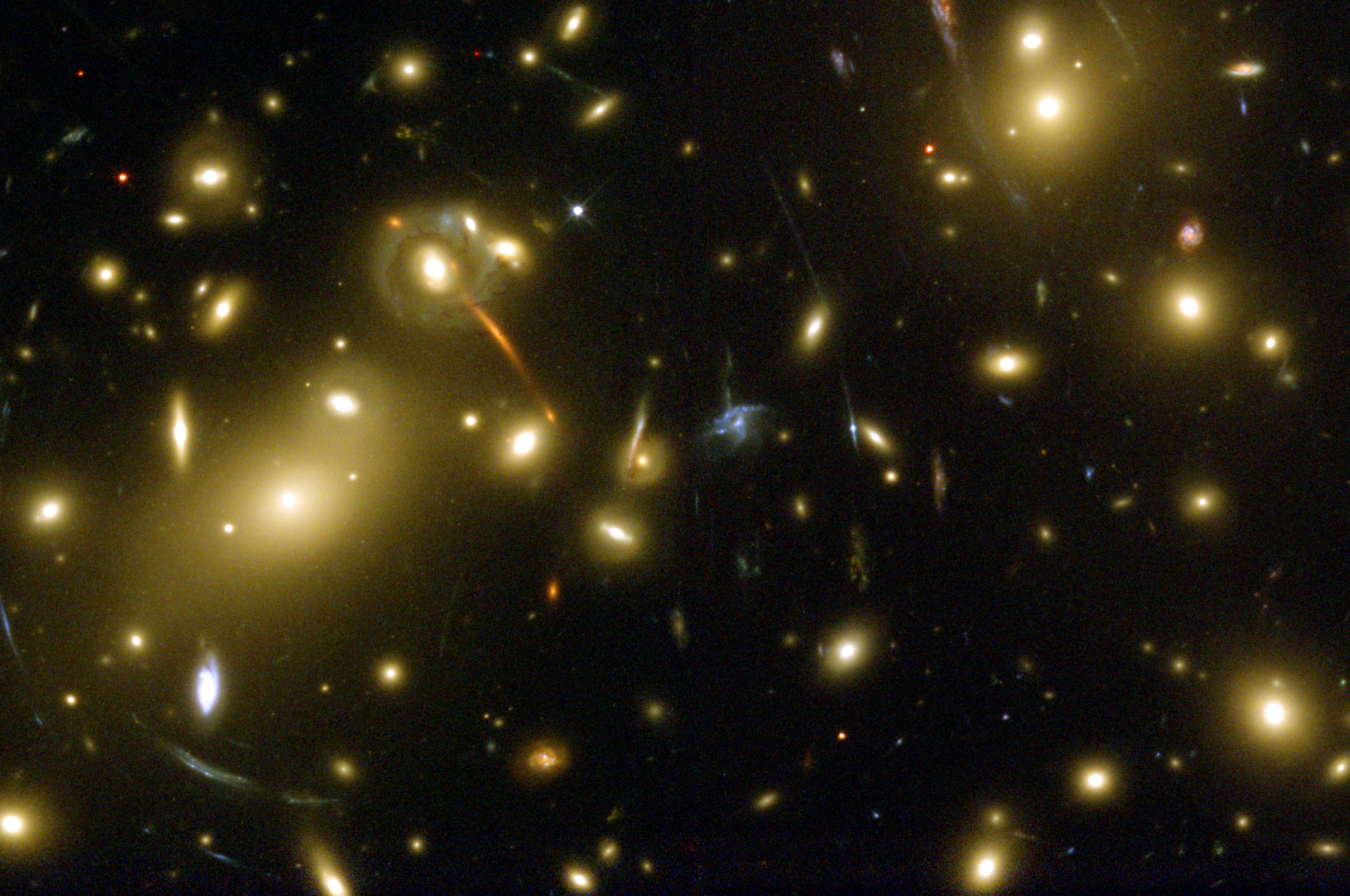
Overzichtsopname van de cluster Abell 2218 door de Hubble.

De Abell-catalogus (Engels: Abell catalog of rich clusters of galaxies) is een catalogus van 4073 clusters van sterrenstelsels. De catalogus is een revisie van de door de Amerikaanse astronoom George Ogden Abell samengestelde Northern Survey uit 1958, die slechts 2712 clusters telde. In 1989 werden nog eens 1361 clusters uit het zuidelijk deel van de hemel opgenomen in de catalogus.

## Voorbeelden
- Abell S0373, een kleine cluster van 58 sterrenstelsels
- Abell 1656, een groep van enkele duizenden sterrenstelsels
- Abell 2667, een zeer verre cluster (zo'n 3,2 miljard lichtjaar van de Aarde verwijderd)
- Abell 3266, zeer groot en zeer zwaar sterrencluster in het sterrenbeeld Net